# جورج تومسون (لاعب كرة قدم أسترالية)
جورج تومسون (بالإنجليزية: George Thompson)‏ هو لاعب كرة قدم أسترالية أسترالي، ولد في 30 مايو 1906، وتوفي في 23 مايو 1986.

## وصلات خارجية
- جورج تومسون على موقع AustralianFootball.com (الإنجليزية)
- جورج تومسون على موقع AFLtables.com (الإنجليزية)